# Pădurea Pojoga
Pădurea Pojoga este o arie protejată de interes național ce corespunde categoriei a IV-a IUCN (rezervație naturală, tip botanic), situată pe teritoriul comunei Zam în județul Hunedoara.

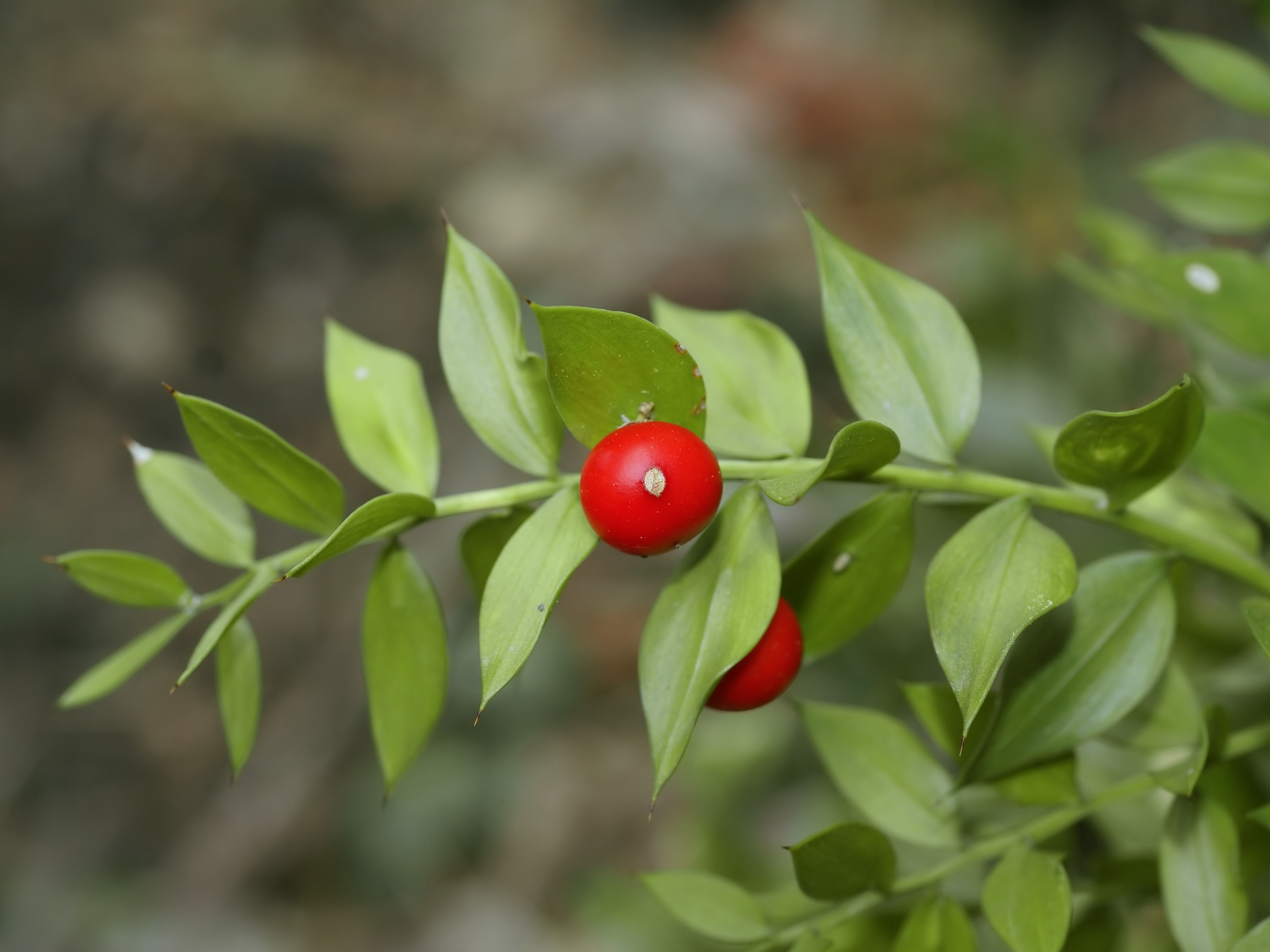
Ruscus aculeatus

Rezervația naturală Pădurea Pojoga are o suprafață de 20 ha, adăpostind o mare varietate de specii forestiere printre care, în zona subarboretului, specia de arbust Ruscus aculeatus, cunoscut sub denumirea populară de „ghimpe”.